# Balcatta
Balcatta est une banlieue de Perth en Australie-Occidentale, en Australie.
Elle est située au nord de Perth, dans la Cité de Stirling.
Le siège social de la chaîne de restauration rapide Red Rooster est situé à Balcatta.
Le nom de Balcatta provient des mots aborigènes « Bal » qui signifie « son » et « Katta » qui signifie « colline ».